# Joscelino de Courtenay
Joscelino I de Courtenay (1034-después de 1069), fue un noble francés. Era el hijo Hutton, castellano de Châteaurenard y señor de Courtenay. Poco es conocido sobre su vida además de sus dos matrimonios. Su primer matrimonio fue con Hildegarda de Château-Landon, hija de Geoffrey II de Gâtinais y Ermengarda de Anjou, duquesa de Borgoña. Joscelino e Hildegarda tuvieron una hija:
- Vaindemonde de Courtenay, se casó con Renard II de Joigny.

Joscelino se casó por segunda vez con Isabel de Montlhéry, hija de Guido I de Montlhéry y Hodierna de Gometz. Ambos tuvieron cinco hijos:
- Hodierna de Courtenay, se casó con Geoffroy II de Joinville,
- Miles de Courtenay, se casó con Ermengarda de Nevers,
- Joscelino I, conde de Edesa y príncipe de Galilea,
- Geoffroy de Courtenay,
- Renaud, monje del monasterio de San Juan en Sens.

Después de su muerte su viuda se convirtió en monja en el monasterio de San Juan en Sens.